# Mother's Song
Mother's Song (xinès simplificat: 慈母曲 ) També traduïda a l'anglès com Song of a Kind Mother. Pel·lícula xinesa del 1937. Produïda per Lianhua, primera pel·lícula sonora, d'una durada de 120 minuts, escrita i dirigida per Zhu Shilin, guionista, productor i director de cinema xinès. Va formar part del grup de cineastes de Shanghai que van continuar la seva carrera a Hong Kong, contribuint al desenvolupament del cinema mandarí allà als anys 50.
Es un "remake" de la pel·lícula muda Over the Hill  (1922) del actor i director estatunidenc Harry F. Millarde.

## Estil i realització
Fei Mu en aquest film, com ja va fer a Song of China, incorpora el tema de la pietat filial concepte bàsic en el pensament confucià, però matisat pels principis del "Moviment per la nova vida"impulsat pel govern del Guomindang.
Cinematogràficament A Mother's Song és una pel·lícula on s'estudia cada seqüència en termes de plans, moviments de càmera i angles de càmera, en particular, amb experiments tècnics i estilístics, amb efectes de suspens en el muntatge. Però, a part de les seves qualitats purament estilístiques, la pel·lícula també té una història animada i humorística.

## Argument
La pel·lícula explica la història d'una  família que viu al camp. Quan els fills creixen, marxen del poble i només un d'ells (Lao San) es queda per cuidar els pares. Quan el pare es acusat de robatori de gra, el fill s'entrega a les autoritats per evitar l'empresonament del seu pare. Un cop el pare és mort, la mare crida a la resta de fills per rebre ajut, però aquests li responen amb indiferència. Al final, Lao San surt de la presò davant de l'alegria de la mare, i acusa a la resta de germans de ser egoistes i uns desagraïts.

## Repartiment
En el repartiment destaca la presència de Chen Yanyan, una  de les actrius més populars dels anys 30 del segle xx i de l'actor Zheng Junli. La resta d'actors principals van ser Lin Chuchu (Lim Cho-cho) en el paper de la mare, Li Keng, Zhang Yi, i com a curiositat també va participar-hi el fill del director Li Minwei.